# ربردوسة
رِبُردُوسة أو رِبُردُوسا أو (نقحرة: ريبوردوسا) هي أبرشية تقع في بلدية بارديس في البرتغال. يبلغ عدد سكانها 9106 نسمة وذلك حسب إحصائيات سنة 2011.

## أعلام
- كسكا